# Am Anfang sind sie noch Kinder
Am Anfang sind sie noch Kinder ist ein im März 2006 im Wunderlich Verlag veröffentlichter Roman der deutschen Schriftstellerin Petra Hammesfahr und ihr erstes Buch, das kein Kriminalroman ist. Er spielt in einer mittelgroßen Stadt Deutschlands in der Gegenwart.

## Handlung
Die 43-jährige Kathi Lenzen hatte schon mehrere Schicksalsschläge zu verkraften: ihr Mann und ihr Sohn sind Opfer von Autounfällen geworden. Nach dem Tod ihres Mannes ist dessen kleine Computerfirma beinahe pleitegegangen. Sie ließ sich jedoch nicht unterkriegen und die Firma konnte gerettet werden. Kathi selber hilft aus Angst vor dem Alleinsein stundenweise im Büro aus. Trotzdem sind ihre seelischen Narben noch nicht verheilt. 
Eines Tages beobachtet sie einen sechzehnjährigen, verwahrlosten Jungen beim Ladendiebstahl im Einkaufszentrum. Sie folgt ihm und sieht, dass er in einem leer stehenden Haus verschwindet. Die Polizei tut die Angelegenheit mit einem Achselzucken ab. Im Jugendamt bringt sie der Sozialarbeiter Dr. Engelbrecht dazu, diesen Jörg Simeon für ein paar Wochen bei sich aufzunehmen. Der einzelgängerische Streuner soll sehen, wie das Leben auch sein kann. 
Der Junge ist aus den desolaten Verhältnissen daheim mit neun Jahren fortgelaufen. Der Vater ist Alkoholiker, der Mutter wächst alles über den Kopf, die Familie lebt von Sozialhilfe. Der Junge hat noch einen jüngeren Bruder und zwei ältere Brüder, von denen einer zurzeit einsitzt. Die Schwester Anita hat den Absprung in ein bürgerliches Leben geschafft, ist verheiratet und als einzige in der Familie berufstätig. 
Kathi lässt sich überzeugen, obwohl sie spürt, dass sie ihre Zusage möglicherweise bereuen würde; der Tod ihres Sohnes liegt schließlich erst zwanzig Monate zurück und sie ist eigentlich überhaupt nicht gewillt, sich mit einem Randständigen abzugeben. Genau ein solcher war es nämlich, der mit einem gestohlenen Auto ihren Sohn totgefahren hatte.
Nach anfänglichen Schwierigkeiten gewöhnen sich die beiden verschiedenen Menschen Kathy und Jörg aneinander. Der Junge ringt sich dazu durch, in der Abendschule noch seinen Schulabschluss zu machen. Kathy gelingt es, ihm bei einer Gärtnerei eine Lehrstelle zu besorgen; Jörg wird ein Lehrvertrag in Aussicht gestellt. 
Kathy wird von Engelbrecht überredet, erneut zwei Kinder aus sozial zerrütteten Verhältnissen aufzunehmen. So zieht nun Kathy zwei Kleinkinder auf und wird zur Pflegemutter.